# Аникий
Ани́кий — мужское русское личное имя греческого происхождения. Возникло как разговорная форма имени Иоанникий. Восходит к др.-греч. νίκη (nikē) — «победа».
Народные формы — Анике́й, Ани́ка.
Именины: 9 мая, 6 июля, 3, 12 и 16 сентября, 23 октября, 17 ноября (по григорианскому календарю).
От этого имени произошли фамилии Аникиев, Аникеев, Аникин, Аникович, Аникеенко.